# Renato Dulbecco
Renato Dulbecco (ur. 22 lutego 1914 w Catanzaro w południowych Włoszech, zm. 20 lutego 2012 w La Jolla, Kalifornia) – amerykański onkolog pochodzenia włoskiego, laureat Nagrody Nobla.

## Życiorys
W wieku szesnastu lat został studentem Uniwersytetu w Turynie. Interesował się matematyką i psychologią, lecz podjął studia na kierunku medycznym. W roku 1947 wyjechał do USA. W latach 1952–1962 był profesorem w Kalifornijskim Instytucie Technologii w Pasadenie, a od roku 1962 – w Salk Institute for Biological Studies w La Jolla (San Diego). W roku 1972 objął posadę w Imperial Cancer Research Fund Laboratories w Londynie. W 1977 roku powrócił do stanów i objął katedrę profesora na Uniwersytecie Kalifornijskim w Berkeley.
W roku 1973 badając retrowirusy odkrył zjawisko odwrotnej transkrypcji. W roku 1975 wraz z Davidem Baltimore i Howardem Teminem otrzymał Nagrodę Nobla w dziedzinie fizjologii i medycyny za prowadzone badania nad wzajemnym oddziaływaniem wirusów rakotwórczych i materiału genetycznego żywej komórki.